# Wendlingen am Neckar
Wendlingen aujourd'hui Wendlingen am Neckar est une ville du Bade-Wurtemberg en Allemagne. Elle se trouve à une vingtaine de kilomètres au sud-est de Stuttgart et est arrosée par la Neckar et la Lauter.

## Géographie

### Découpage de la ville
Wendlingen am Neckar est composée des quartiers de Wendlingen, Unterboihingen et Bodelshofen.

#### Wendlingen
Wendlingen et Unterboihingen ont été réunies en 1940. On a alors cherché pour la commune un nouveau nom qui intégrerait le caractère des deux villages. Le gouverneur du Wurtemberg a choisi Wendlingen am Neckar - mélange de Wendlingen et Unterboihingen am Neckar. Le quartier de Wendlingen se trouve aux bords de la Lauter, et non du Neckar.

#### Bodelshofen
Bodelshofen est citée pour la première fois en 1268. Le hameau appartenait à l'époque aux ducs de Teck (seconde branche de la Maison de Wurtemberg) ; il revient plus tard à la famille de Wernau. Bodelshofen est joint à Wendlingen en 1829.

#### Unterboihingen
Les ruines d'un bain datant de l'antiquité romaine ont été découvertes en 1961 sur le site d'Unterboihingen. Bien qu'il s'agisse d'un des plus grands et plus beaux bains romains au Bade-Wurtemberg, les moyens nécessaires pour des fouilles complètes et la conservation du site n'ont pu être trouvés, et les recherches durent être arrêtées dès l'automne 1961. Lors de l'urbanisation de la parcelle en 2005, des restes de murs ont été retrouvés. Ils se trouvent désormais au musée de la ville de Wendlingen.

### Démographie
| Année | Habitants |
| ----- | --------- |
| 1946  | 6 392     |
| 1961  | 10 087    |
| 1964  | 11 200    |
| 2000  | 15 569    |
| 2005  | 15 711    |

## Histoire
La plus ancienne mention de Wendlingen date de 1132. En 1230, Wendlingen reçoit le statut municipal des comtes de Aichelberg. Par échange territorial, la ville se retrouve propriété de Hans von Wernau en 1390. Ses descendants vendent la ville en 1545 au duc Ulrich de Wurtemberg. Au milieu du XVIe siècle, la première école primaire ouvre ses portes. Avec le regroupement du Wurtemberg, Wendlingen perd le droit municipal en 1805. Le raccordement à la ligne de chemins de fer de Plochingen à Reutlingen en 1859 mène à l'implantation des premières entreprises industrielles, notamment dans le secteur textile.
Après la Seconde Guerre mondiale, l'arrivée des expatriés, notamment de l'Egerland (en République tchèque) mène à une forte augmentation de la population, ce qui conduit à la restauration du statut municipal de Wendlingen le 15 décembre 1964.

## Cultes
La Réforme protestante a touché Wendlingen en 1539. Cependant, Unterboihingen est restée catholique-romaine jusqu'à nos jours, de sorte que l'actuelle ville de Wendlingen a un statut religieux partagé entre Catholiques et Protestants.

## Curiosités

### Musées
- Galerie de la Ville de Wendlingen (depuis 1982)
- Musée de la Ville de Wendlingen (depuis 2004)

### Édifices

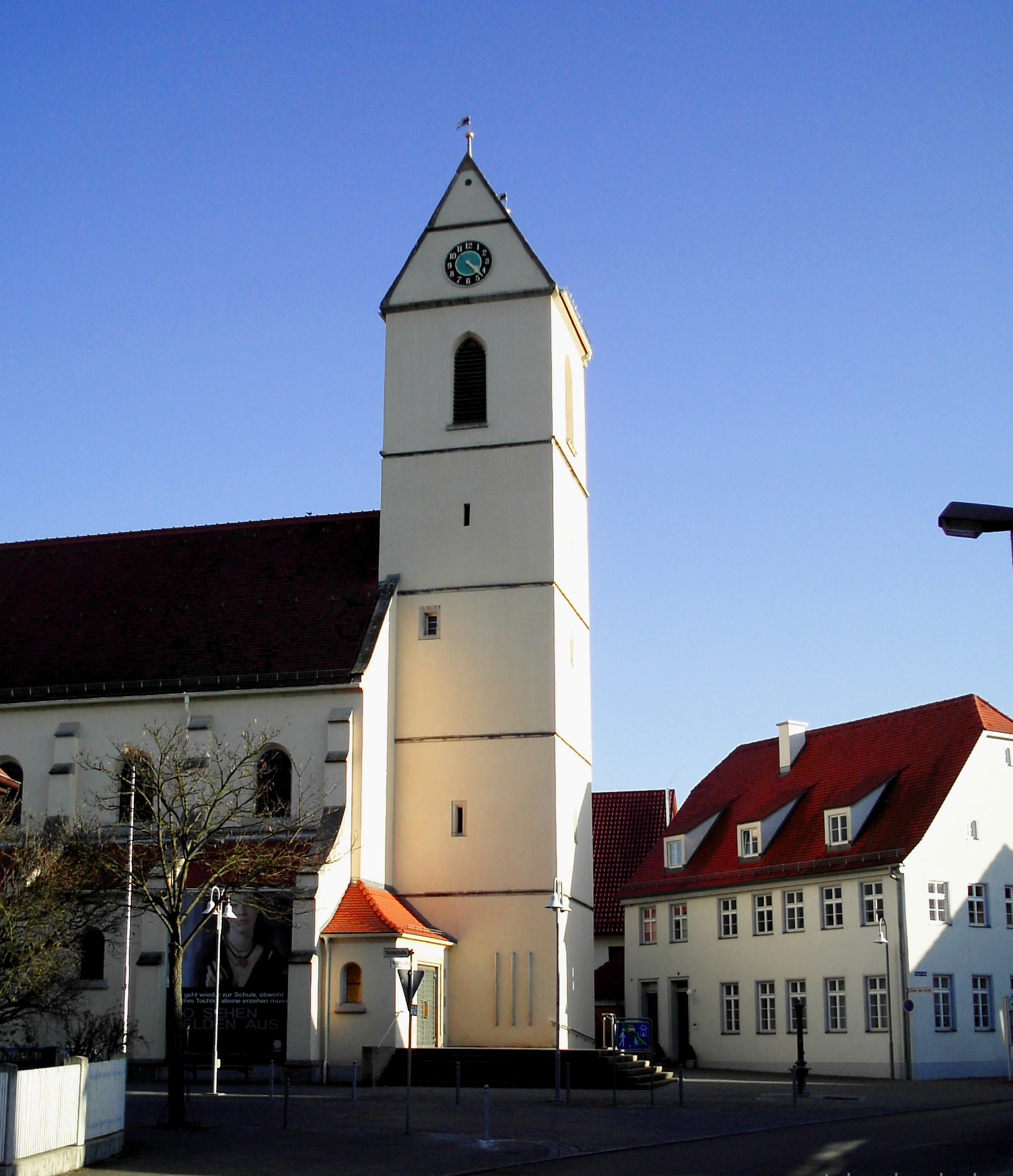
L'église St.-Kolumban

Dans l'ancien centre d'Unterboihingen se trouvent l'ancienne mairie, l'église St.-Kolumban et le presbytère. L'église St-Kolumban a été construite en 1490, et entièrement reconstruite en 1910 à l'exception du clocher selon les plans de l'architecte Joseph Cades. En 2002, elle a été rénovée de l'extérieur. L'ancien presbytère abrite aujourd'hui le musée de la Ville de Wendlingen am Neckar.
Une petite chapelle du nom de Unserer lieben Frau im Hürnholz a été construite en 1275 dans le cimetière d'Unterboihingen. Le clocher abrite une cloche qui a plus de 350 ans. La nef montre des fresques bien conservées de la fin du XVe siècle.
Les éléments les plus anciens du temple Eusebiuskirche datent du XVe siècle. Aujourd'hui la paroisse compte plus de 4 000 membres.

## Jumelages
- Saint-Leu-la-Forêt (France) depuis 1988
- Millstatt (Autriche) depuis 1992
- Dorog (Hongrie) depuis 1997